# Franc Zupet
Franc Zupet-Krištof, slovenski slikar, * 30. oktober 1939, Ljubljana.

## Življenje in delo
Franc Zupet – Krištof, brat duhovnika in prevajalca J. Zupeta, se je rodil v družini Horjulskega organista Alojzija in Ane Zupet (rojene Lončar). V letih 1952−1958 je obiskoval ljubljansko klasično gimnazijo, 1958 se je v Ljubljani vpisal na oddelek za arhitekturo Fakultete za gradbeništvo in 1960 na umetnostno zgodovino Filozofske fakultete (obakrat vztrajal le po en semester), od 1961 do 1967 pa je 8 semestrov študiral  na Akademiji za likovno umetnost v Ljubljani. Leta 1963 je zbolel za shizofrenijo in se s prekinitvami do 1978 zdravil v psihiatrični bolnišnici Polje pri Ljubljani. Kot slikar dela v svobodnem poklicu, od 1987 ima status samostojnega kulturnega delavca. Študijsko je 1962 potoval na Dunaj, 1971 in 1989 v Rim, 1974 v Pariz, 1976 in 1980 v Firence.  Od 1976 je član DLUS. Leta 1985 je za slikarske dosežke prejel Župančičevo nagrado. Od 1960 podpisuje svoja dela dosledno z imenom Krištof, ki mu ga je dal književnik I. Mrak; duhovna razsežnost njunega razmerja (mojster-učenec) in likovna zapuščina velike vzornice Karle Bulovec-Mrak sta odločilno zaznamovali zorenje Zupetove osebnosti ter oblikovali njegov umetniški nazor.
Zupet riše pretežno z ogljem, slika v olju, akvarelu in pastelu, od 1985 tudi v tehniki fresco buono. Osrednja tema je portret, npr.: avtoportreti (1958–1989, trinajstkrat, risbe in olja), ciklusi risb iz bolnišnice Polje (1963, 1965, 1966–1976, 1977–1978). Številni so portreti znancev, domačih, prijateljev, zlasti kulturnih in javnih delavcev, povečini v oljni tehniki. Naslikal je nekaj pokrajin, cvetličnih tihožitij in večjih kompozicij z religiozno vsebino, npr. oljno sliko Janeza Krstnika (1982) za cerkev v Ajdovščini. Prva freska je nastala 1985 za znamenje sv. Cirila in Metoda na Slapu pri Vipavi. V letih 1987–1989 je poslikal v fresco buono tehniki 14 kapelic križevega pota na Gradišču pri Vipavi. 
Svoj odnos do umetnosti, velikih vzornikov in temeljnih vprašanj bivanja izpoveduje tudi v pisani besedi. Krajše sestavke, utrinke premišljevanj o velikih temah (pogosto v obliki dnevniških zapisov) je objavil npr. v Tribuni (1966, št. 23), Reviji 2000 (1978, št. 10; 1979, št. 13; 1987, št. 37–39; 1988, št. 42-43). Precej zapisov je posvetil Karli Bulovec (Revija 2000; 1977, št. 7; 1978, št. 8-9; 1980, št. 15-16; Tretji dan 1984/85, št. 2 in 7; Likovne besede 1987, št. 3). Najpristnejši je v avtobiografski izpovedi in spominskih pričevanjih o I. Mraku v KMD (1988) in v knjigi Sončnice za Ivana. (COBISS)